# La Recherche (magazine)
Ne doit pas être confondu avec Recherches (revue).
Pour les articles homonymes, voir Recherche.
La Recherche est un « magazine-livre » (mook) trimestriel français qui constitue un des magazines de référence pour l'information scientifique francophone, après avoir longtemps été un magazine mensuel.

## Historique
L'ancêtre de La Recherche, le magazine Atomes (sous-titré Tous les aspects scientifiques d'un nouvel âge) est repris en 1965 par les Éditions du Seuil via la Société d'éditions scientifiques (SES). Une nouvelle formule est lancée en avril 1966, sous la direction de Michel Chodkiewicz (qui créera aussi le mensuel L'Histoire en 1978). Le titre Atomes étant jugé trop restrictif par rapport à l'ensemble des disciplines scientifiques, et la physique nucléaire ayant acquis une image « en partie négative et en partie dépassée », le magazine prend le nom de La Recherche en mai 1970.
La Recherche absorbera ensuite les revues Nucleus en 1971 et Science, progrès, découverte en 1973. Avec Pour la science depuis 1977, elle fut un des magazines de référence pour l'information scientifique francophone avec une diffusion d'environ 25 000 exemplaires.
En avril 2014, le magazine appartenant à Sophia Publications (groupe Artémis), passe sous le contrôle du groupe Perdriel. En juin 2016, ce dernier contrôle 100 % des parts.
En juin 2020, le projet de fusion de La Recherche avec Sciences et Avenir, tous deux détenus par Claude Perdriel, amène la rédaction à publier une pétition, signée par de grands noms de la recherche scientifique et s'opposant à la « création d'un journal hybride qui brouillerait deux identités fort différentes ».
Fin 2020, la fusion est achevée et La Recherche devient un mook trimestriel rattaché au magazine Science et Avenir.

### Résumé en dates
- 1863 : fondation de La Revue scientifique de France et de l'étranger ;
- 1873 : fondation de La Nature ;
- 1946 : fondation d'Atomes ;
- 1960 : La Revue scientifique devient Nucleus ;
- 1961 : La Nature devient la Nature Sciences Progrès ;
- 1963 : La Nature Sciences Progrès devient Sciences Progrès La Nature ;
- 1969 : Sciences Progrès La Nature devient Sciences Progrès Découverte ;
- Mai 1970 : Atomes devient la Recherche ;
- Janvier 1971 : La Recherche accueille les lecteurs de Nucleus ;
- Janvier 1973 : La Recherche accueille les lecteurs de Sciences Progrès Découverte.
- Septembre 2020 : La Recherche devient trimestriel et s’allie à Sciences et Avenir.

## Contenu
Chaque numéro se décompose en plusieurs parties dont un agenda et des actualités, avec un très important dossier de référence et de nombreux articles partisans assumés. Ils ont pour objet les grandes thématiques scientifiques : mathématiques, physique, intelligence/interface artificielle/algorithmique, astrophysique, écologie, histoire et préhistoire, neurosciences, génétique, etc. Ces articles sont rédigés dans leur large majorité par des scientifiques/chercheurs.

## Diffusion
| 2015   | 2016   | 2017   | 2018   | 2019   |
| ------ | ------ | ------ | ------ | ------ |
| 27 187 | 27 415 | 26 893 | 26 467 | 25 056 |

Ci-contre, la diffusion payée en France de La Recherche. Sources : ACPM.

## Prix La Recherche
En 2004, le magazine crée « Le Prix La Recherche » pour récompenser chaque année des travaux scientifiques francophones dans le domaine de la recherche fondamentale ou appliquée. L'ambition de ce prix, qui met en lumière des travaux de recherche au carrefour des disciplines scientifiques et technologiques, est d'honorer des équipes de recherche aux travaux particulièrement performants, de récompenser un travail de recherche effectué l’année écoulée et de promouvoir les travaux des équipes lauréates auprès du grand public par le biais du magazine. Afin de couvrir l'ensemble des territoires de recherche et de valoriser les travaux menés dans diverses disciplines, Le Prix La Recherche récompense onze équipes dans les domaines suivants : archéologie, astrophysique, biologie, chimie, environnement, mathématiques, santé, neurosciences, physique, sciences de l'Information, technologies ainsi qu'un Prix spécial du jury.